# Lampropeltis holbrooki
Espèce
Synonymes
- Lampropeltis getula holbrooki 
Stejneger, 1902

Lampropeltis holbrooki est une espèce de serpent de la famille des Colubridae.

## Répartition
Cette espèce est endémique des États-Unis. Elle se rencontre du Sud de l'Iowa jusqu'au golfe du Mexique (Arkansas, Louisiane, Mississippi, Oklahoma, quelques observations isolées dans le nord-ouest du Kentucky).

## Description

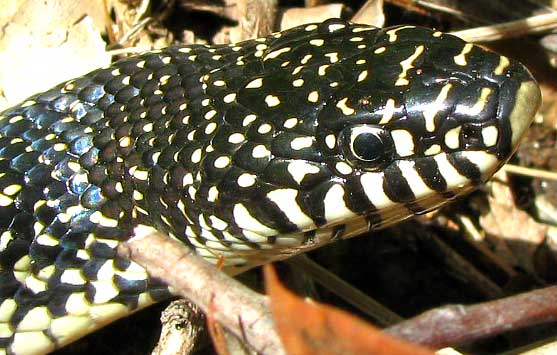
Lampropeltis holbrooki,
détail de la tête.

Lampropeltis holbrooki mesure de 90 à 122 cm mais peut atteindre exceptionnellement 180 cm. Son dos noir avec une tache blanche ou jaune au centre de chaque écaille et, parfois, de larges bandes croisées.
Des hybrides avec Lampropeltis splendida sont présents du Nebraska jusqu'au Texas. Ils se caractérisent par une livrée intermédiaire entre les deux espèces.

## Étymologie
Son nom d'espèce, holbrooki, lui a été donné en l'honneur de John Edwards Holbrook, un herpétologiste américain réputé, connu sous le surnom de « père de l'herpétologie nord-américaine ».

## Publication originale
- Stejneger, 1902 : The reptiles of the Huachuca Mountains, Arizona. Proceedings of the United States National Museum, vol. 25, p. 149-158 (texte intégral).